# Oreste Benzi
Pour les articles homonymes, voir Benzi.
Oreste Benzi (né le 7 septembre 1925 à San Clemente et mort le 2 novembre 2007 à Rimini) est un prêtre catholique italien, fondateur de la communauté du pape Jean XXIII (it), association sociale dans le domaine de la jeunesse, du handicap ou encore de la prostitution. La cause pour sa béatification a été engagé par l'Église catholique, au titre duquel il est considéré comme serviteur de Dieu.

## Biographie
Oreste Benzi naît dans une famille d'ouvrier; il est le septième de neuf enfants. En 1937, à l'âge de douze ans, il entre au séminaire d'Urbino, avant d'être transféré trois ans plus tard à celui de Rimini. Il est ordonné prêtre le 29 juin 1949. Le 5 juillet de cette même année, il est nommé chapelain de la paroisse San Nicolo al Porto à Rimini.
En octobre 1950, il est appelé au séminaire de Rimini comme professeur et il est dans le même temps nommé vice-président de la Jeunesse Italienne de l'Action Catholique. C'est à cette époque que grandit en lui la conviction d'être présent auprès des jeunes adolescents, pour les former dans de bonnes valeurs de vie. Benzi réalise alors une série d'activités favorisant une "rencontre sympathique avec le Christ". En 1958, il fonda dans ce sens la Casa Madonna delle Vette à Canazei. 
Devenu le directeur spirituel du séminaire de Rimini puis dans différents lycées de la ville, il exerce son ministère en particulier auprès des étudiants de 12 à 17 ans. Ayant une fine connaissance de l'âme juvénile, il lance pour la première fois, en 1968, un séjour estival pour les jeunes désorientés. Ainsi naît la future Communauté Jean XXIII. 
De 1968 à l'an 2000, il est curé de la paroisse La Résurrection, un quartier dans la périphérie de Rimini. Par ses rencontres avec des personnes seules, handicapées ou marginalisées, tombées dans la drogue ou la prostitution, il élargit son champ d'apostolat et l'inclut dans le champ d'action de la Communauté Jean XXIII. Se mettre au service des plus humbles, tel fut l'esprit de sa fondation. Nombreux sont ceux qui suivirent père Benzi dans son œuvre au point que, dans les années suivantes, celle-ci s'implanta dans une vingtaine de pays. Nommé responsable général de la Communauté, Oreste Benzi se consacra à cette tâche jusqu'à sa mort.
Il meurt le 2 novembre 2007 des suites d'une attaque cardiaque, à l'âge de 82 ans. Ses funérailles furent célébrées au Palais des Congrès de Rimini par l'évêque du diocèse, Mgr Francesco Lambiasi. Plus de 10 000 personnes y assistèrent. 

## Béatification et canonisation
Depuis sa mort, père Benzi jouit d'une réputation de sainteté. À l'occasion de son décès, le pape Benoît XVI enverra même un télégramme à l'évêque de Rimini dans lequel il écrit: "...un infatigable apôtre de la charité au service des plus humbles et des derniers, capable de faire face aux nombreux problèmes sociaux qui affligent le monde contemporain..."
Après l'autorisation de la Congrégation pour les causes des saints, le diocèse de Rimini ouvre officiellement la cause pour la béatification et la canonisation de père Benzi le 27 septembre 2014.